# Megumi Okina
Megumi Okina, Okina Megumi, 奥菜恵, född 6 augusti 1979 i Tokyo, Japan, är en japansk skådespelerska, fotomodell och sångerska.
Megumi Okina har huvudrollen i den japanska skräckfilmen Förbannelsen – The Grudge, som senare uppföljdes av en amerikansk version (av samme regissör), The Grudge.

## Diskografi
- 1995 – BLOSSOM
- 1996 – illusion
- 1997 – gradation
- 1998 – i-n-g
- 1998 – STAIRS -The Best Songs-